# Sowerby-Zweizahnwal
Der Sowerby-Zweizahnwal (Mesoplodon bidens), auch als Nordsee-Schnabelwal oder Flosser bezeichnet, ist eine Walart aus der Familie der Schnabelwale (Ziphiidae). Diese wurde 1804 als erste Walart aus der Gattung der Zweizahnwale entdeckt und erhielt ihren Namen nach ihrem Erstbeschreiber James Sowerby.

## Verbreitung

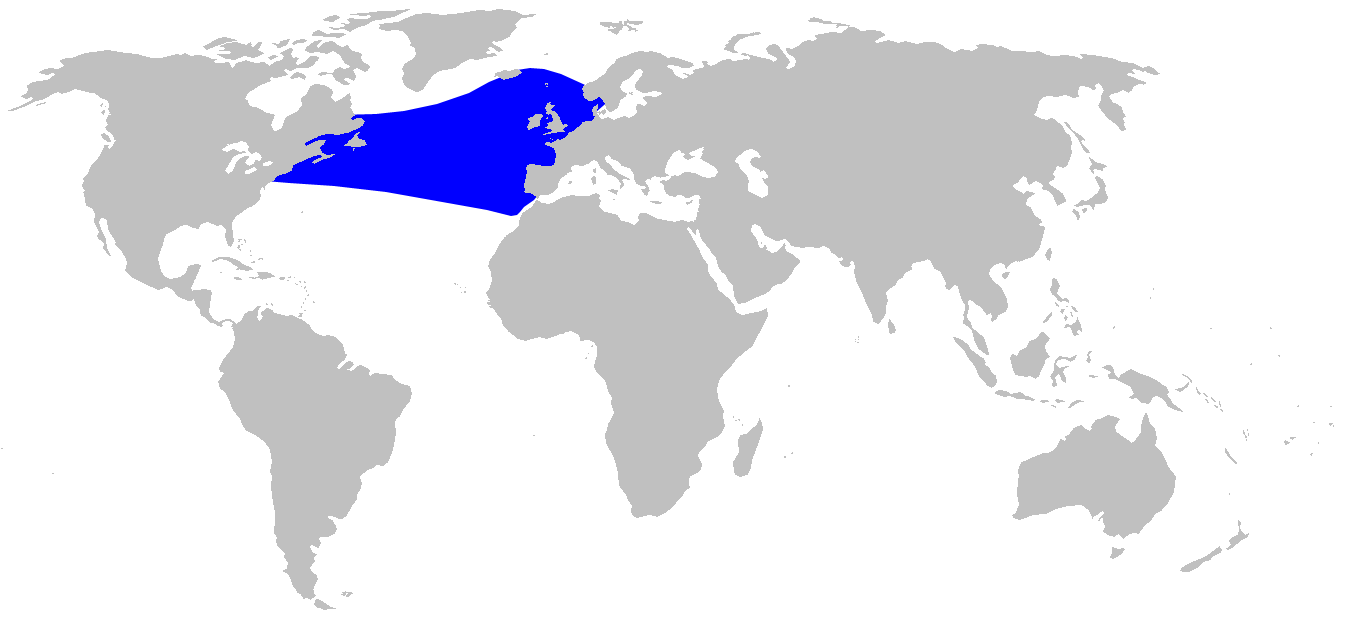
Verbreitungsgebiet des Sowerby-Zweizahnwales.

Der Sowerby-Zweizahnwale ist über weite Teile des nördlichen Atlantik verbreitet. Im Westen reicht ihr Verbreitungsgebiet von Labrador bis Neuengland; den Schwerpunkt ihres Auftretens bildet jedoch der östliche Atlantik, wo die Tiere an den europäischen und nordafrikanischen Atlantikküsten von Island, Großbritannien und Irland sowie Norwegen bis Madeira und den Azoren verbreitet sind. Auch in der Nordsee kommen sie vor sowie möglicherweise auch im östlichen Mittelmeer, wo die Art allerdings erst einmal dokumentiert angetroffen wurde.
Mit mehr als 150 Strandungen, die meisten davon vor den Britischen Inseln, gehört die Art zu den am besten belegten Arten ihrer Familie, Sichtungen lebender Tiere sind jedoch wie bei allen Zweizahnwalen selten.

## Beschreibung

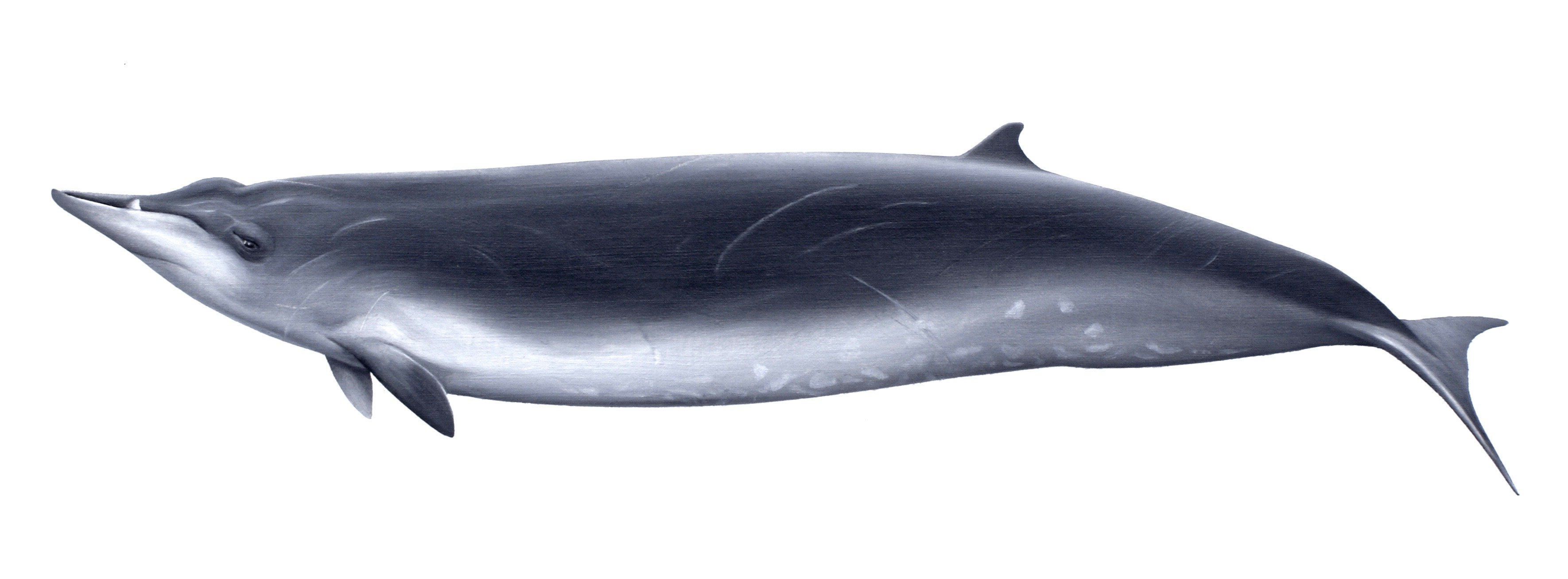
Sowerby-Zweizahnwal, Öl auf Papier

Sowerby-Zweizahnwale können eine Länge von etwa 4,5 bis zu 5,5 Metern und ein Gewicht von bis zu 1,5 Tonnen erreichen. Der Körper der Tiere ist spindelförmig mit dem größten Durchmesser etwa im Bereich der Körpermitte. Sie sind an der Oberseite dunkelblau, dunkelgrau oder fast schwarz gefärbt, die Unterseite und die Flanken sind heller. Der Körper älterer Männchen kann von langen, unpigmentierten Narbenlinien bedeckt sein, die Rivalenkämpfen entstammen. Der Schnauzenbereich und der Unterkiefer bilden eine schnabelähnliche lange Schnauze. Aus dieser ragen bei erwachsenen Männchen zwei dreieckige und stoßzahnähnliche Zähne aus dem Unterkiefer, bei Weibchen und Jungtieren sind diese bei geschlossenem Maul nicht sichtbar. Im Bereich der Kehle befinden sich zwei deutliche Gruben. Diese Walart hat sehr kleine Flipper und eine kleine, sichelförmige Finne, die wie bei allen Schnabelwalen weit hinten am Körper sitzt, die verhältnismäßig breite Fluke ist am Rand gebogen und hat keine Mittelkerbe. Der Schwanzstiel ist seitlich abgeflacht.

## Lebensweise
Diese Wale sind Bewohner offener und tiefer Meeresbereiche. Sie bevorzugen Gebiete mit einer Wassertiefe von 500 bis 2000 Metern, üblicherweise im Bereich von stark strukturierten Meeresbodenregionen, unterseeischen Gebirgen und am Kontinentalabhang. Die Tiere leben vor allem in kälteren Wasserbereichen mit Maximaltemperaturen von bis zu 15° Celsius. Über die Gruppengröße gibt es unterschiedliche Angaben. Neben Sichtungen von paarweise lebenden Tieren (und paarweisen Strandungen) gibt es auch Berichte über Schulen, die aus drei bis zehn Tieren bestehen, darunter auch mehrere Männchen. Man geht davon aus, dass Gruppengrößen von bis zu 10 Tieren existieren, die meisten Schulen jedoch maximal 5 Tiere umfassen.
Die Wale fressen vorwiegend kleinere Tintenfische und in der Tiefsee und am Meeresboden lebende Fische. Dabei ist der Sowerby-Zweizahnwal eine der wenigen Arten, für die dokumentiert ist, dass der Anteil der Fisch am Nahrungsspektrum größer ist als der von Tiefseetintenfischen. Sie bevorzugen Fischarten der tieferen pelagialen und benthischen Zone, darunter vor allem in der Tiefsee lebende Dorsche. Die Beutetiere erreichen Längen von 1 bis 6 % der Körperlänge der Wale, der größte Teil zwischen 2 und 3 %. Die Jagd findet entsprechend dem Nahrungsspektrum vor allem in größeren Meerestiefen statt, angenommen werden 500 bis fast 3000 Meter Wassertiefe. Dabei können die Tauchgänge über eine Stunde andauern, bevor die Wale zum Atmen an die Oberfläche kommen.
Männliche Tiere sind an ihren Narben am Rücken und an den Flanken leicht zu erkennen. Diese Narben rühren von Rivalenkämpfen her, die die Tiere mit ihren hervorragenden Zähnen austragen. Über die Paarung und die Fortpflanzung der Tiere liegen wie bei allen Schnabelwalen kaum Informationen vor. Man geht davon aus, dass die Paarungen und Geburten saisonal sind und die Geburten nach einer Tragzeit von etwa 12 Monaten im Frühjahr stattfinden.

## Systematik
Der Sowerby-Zweizahnwal ist eine eigenständige Art der Zweizahnwale (Mesoplodon) innerhalb der Zahnwale, Er wurde 1804 von James Sowerby anhand eines Individuums, das an der schottischen Küste bei Elgin strandete,  als Physeter bidens beschrieben und damit den Pottwalen zugeordnet. 1817 beschrieb Henri Marie Ducrotay de Blainville mit Delphinus sowerbensis eine weitere Art, auf deren Basis 1850 die Beschreibung und Etablierung der eigenständigen Gattung Mesoplodon durch Paul Gervais erfolgte. Delphinus sowerbensis wurde später mit Physeter bidens synonymisiert, wodurch der Sowerby-Zweizahnwal die Typusart für die Gattung wurde.
Innerhalb der Art werden keine Unterarten unterschieden.

## Gefährdung
Aufgrund der sehr wenigen Daten zu den Beständen und Bestandsentwicklungen der Tiere wird der Sowerby-Zweizahnwal von der IUCN keiner Gefährdungskategorie zugeordnet, sondern als „data deficient“ gelistet. Man nimmt an, dass die Art nicht vom Aussterben bedroht ist, sie könnte jedoch gefährdet sein. Sie sind nicht durch den kommerziellen Walfang bedroht, auch wenn Einzeltiere in der Vergangenheit von Walfängern getötet wurden. Allerdings geraten sie wahrscheinlich gelegentlich als Beifang in die Netze der Fischer.
Vor allem in den letzten Jahren wurde der Einfluss von Unterwassergeräuschen, vor allem von unterseeisch eingesetzten Sonar und von Sprengungen auf verschiedene Wale, auch Schnabelwale untersucht und diskutiert. Es gibt deutliche Hinweise darauf, dass diese Lärmemissionen einen Einfluss auf Wale haben und unter anderem bei Delfinen und auch Schnabelwalen zu Strandungen führen. Inwieweit diese Emissionen den Sowerby-Zweizahnwal betreffen, ist nicht bekannt; es ist jedoch anzunehmen, dass er ebenfalls betroffen ist. Zudem wurden in verschiedenen gestrandeten Walen Plastikreste gefunden, die auch als konkrete Todesursache in Einzelfällen diskutiert wurden.
Der Sowerby-Zweizahnwal ist auf dem Appendix II des Washingtoner Artenschutzübereinkommen (CITES) aufgenommen.

## Belege
1. 1 2 3 4 5 6 7 8 9  „Sowerby's Beaked Whale.“ In: C.D. MacLeod: Family Ziphiidae (Beaked Whales) In: Don E. Wilson, Russell A. Mittermeier: Handbook of the Mammals of the World. 4. Sea Mammals. Lynx Edicions, Barcelona 2014; S. 356. ISBN 978-84-96553-93-4.
2. 1 2 3  Mesoplodon bidens. In: Don E. Wilson, DeeAnn M. Reeder (Hrsg.): Mammal Species of the World. A taxonomic and geographic Reference. 2 Bände. 3. Auflage. Johns Hopkins University Press, Baltimore MD 2005, ISBN 0-8018-8221-4.
3. 1 2 3 4 5  Mesoplodon bidens in der Roten Liste gefährdeter Arten der IUCN 2006. Eingestellt von: B.L. Taylor, R. Baird, J. Barlow, S.M. Dawson, J. Ford, J.G. Mead, G. Notarbartolo di Sciara, P. Wade, R.L. Pitman, 1996. Abgerufen am 23. Mai 2020.